# Acanthus longibracteatus
Acanthus longibracteatus är en akantusväxtart som beskrevs av Wilhelm Sulpiz Kurz. Acanthus longibracteatus ingår i släktet akantusar, och familjen akantusväxter. Inga underarter finns listade i Catalogue of Life.